# Return to the 36 Chambers: The Dirty Version
Return to the 36 Chambers: The Dirty Version, ett musikalbum av Ol' Dirty Bastard, släppt den 28 mars, 1995.

## Låtar på albumet
1. "Intro"
2. "Shimmy Shimmy Ya"
3. "Baby C'Mon"
4. "Brooklyn Zoo"
5. "Hippa to da Hoppa"
6. "Raw Hide"
7. "Damage"
8. "Don't You Know"
9. "The Stomp"
10. "Goin' Down"
11. "Drunk Game (Sweet Sugar Pie)"
12. "Snakes"
13. "Brooklyn Zoo II (Tiger Crane)"
14. "Proteck Ya Neck II In The Zoo"
15. "Cuttin' Headz"
16. "Dirty Dancin'"
17. "Harlem World"